# 1628
Năm 1628 (số La Mã: MDCXXVIII) là một năm nhuận bắt đầu từ ngày thứ bảy trong lịch Gregory (hoặc một năm nhuận bắt đầu từ ngày thứ ba của lịch Julius chậm hơn 10 ngày).